# Garage rock
Garage rock este un gen de muzică rock, apărut la sfârșitul anilor 1950 în SUA și Canada și devenit popular între anii 1963–1967.
La începutul anilor 1970, unii critici se refereau la stil cu termenul punk rock, dar uneori și garage punk, protopunk, sau „punkul anilor 1960”.